# 곽성호
곽성호(한국 한자: 郭星浩, 1961년 12월 24일 ~ )는 대한민국의 축구 선수이며, 포지션은 공격수이다. SBS에서 2002년 FIFA 월드컵 해설을 맡았다.